# 議員連盟一覧
議員連盟一覧（ぎいんれんめいいちらん）は、日本の議員連盟の一覧である。ここでは国会議員の議員連盟のみを掲載する。  

## 英字・数字
1. NAISの会
2. NASAの会
3. TPP交渉における国益を守り抜く会
4. TPPを慎重に考える会
5. LGBTに関する課題を考える議員連盟
6. 2025年日本国際博覧会を成功させる議員連盟
7. 4月28日を主権回復記念日にする議員連盟

## あ
1. アイヌ民族の権利確立を考える議員の会
2. アジア・太平洋国会議員連合
3. アジア・ゼロエミッション共同体議員連盟
4. 明日の日本の林業を考える若手議員の会
5. 明日を創る会
6. アムネスティ議員連盟
7. 安全保障議員協議会
8. 安全保障から考える未確認異常現象解明議員連盟
9. 囲碁文化推進議員連盟
10. 慰安婦問題と南京事件の真実を検証する会
11. 硫黄島問題懇話会
12. イクメン議員連盟
13. 石川知裕代議士の逮捕を考える会
14. 医師国会議員の会
15. 遺家族議員協議会
16. 犬猫の殺処分ゼロをめざす動物愛護議員連盟
17. 医薬品のネット販売に関する議員連盟
18. 医療事故防止議員連盟
19. ウイルス性肝炎対策研究会
20. うりずんの会
21. 宇宙エネルギー利用推進議員連盟
22. 映画議員連盟
23. 永住外国人の地方参政権を慎重に考える勉強会
24. 栄養士議員連盟
25. NPO議員連盟
26. 演歌・歌謡曲を応援する国会議員の会
27. おいしい水推進議員連盟
28. 大相撲愛好議員連盟
29. 大相撲の発展を求める議員連盟
30. 奥山水源の森 保全・再生議員連盟
31. 親学推進議員連盟

## か
1. 海外派遣自衛隊員を支援する国会議員の会
2. 外国人参政権の慎重な取扱いを要求する国会議員の会
3. 介護労働問題議員連盟
4. 海事振興連盟
5. 海洋議員連盟
6. 海洋国日本の災害医療の未来を考える議員連盟
7. 核軍縮・不拡散議員連盟日本
8. 格差是正に取り組む議員有志の会
9. 確定拠出型年金推進議員連盟
10. 格闘技振興議員連盟
11. 核融合エネルギー利用促進議員連盟
12. ガソリンスタンドを考える若手議員の会
13. ガソリン値下げ隊
14. 価値観外交を推進する議員の会
15. 花粉症等アレルギー症対策議員連盟
16. 空手道推進議員連盟
17. 環境衛生議員連盟
18. 環境税を推進する若手議員の会
19. 環境ホルモン・ダイオキシン議員連盟
20. 看護技術者対策議員連盟
21. がん征圧議員連盟
22. 環太平洋経済連携に関する研究会
23. ギインズ
24. 「気候非常事態宣言」の決議を目指す超党派の議員連盟
25. 北朝鮮に拉致された日本人を早期に救出するために行動する議員連盟（旧「北朝鮮拉致疑惑日本人救援議員連盟」）
26. 「行政書士制度」推進議員連盟
27. 協同出資・協同経営で働く協同組合法を考える議員連盟
28. 共同養育支援議員連盟
29. 教育基本法改正促進委員会
30. 教育立国推進協議会
31. 禁煙推進議員連盟
32. 金融サービス制度を検討する会
33. クラスター爆弾禁止推進議員連盟
34. クルーズ船観光振興議員連盟
35. クローニンの会
36. 軍人恩給議員連盟
37. 経済活性化税制議員連盟
38. ゲートボール振興議員連盟
39. 血液事業研究議員連盟
40. 建設専門工事業の発展を願う議員連盟
41. 健全なネットワークビジネスを育てる議員連盟
42. 憲法調査推進議員連盟
43. 献血推進議員連盟
44. 原発ゼロの会
45. 小泉改革を後退させない議員連盟
46. 恒久平和のために真相究明法の成立を目指す議員連盟
47. 公共事業チェック議員の会
48. 公共物電子境界確定事業を推進する議員連盟
49. 公共放送のあり方について考える議員の会
50. 公共放送の公平性を考える議員の会
51. 皇室の伝統を守る国会議員の会
52. 交通安全議員連盟
53. 交通事故を考える国会議員の会
54. 公務員給与改革断行を求める若手議員の会
55. 公明党土地家屋調査士制度の改革・振興議員懇話会
56. 高速道路建設推進議員連盟
57. 高齢者虐待問題議員連盟
58. 国語を考える国会議員懇談会
59. 国際観光産業振興議員連盟
60. 国際連帯税創設を求める議員連盟
61. 国産再エネに関する次世代型技術の社会実装加速化議員連盟
62. 国土情報基盤整備促進議員連盟
63. 国土保全と地域間格差を考える議員懇談会
64. 国防省設置を早期に実現する議員連盟
65. 国民のための郵政公社をつくる会
66. 国連難民高等弁務官事務所国会議員連盟
67. 個人株主拡大推進議員連盟
68. 国会アマチュア無線クラブ
69. 国会改革推進議員連盟
70. 国家主権と国益を守るために行動する議員連盟
71. 国立追悼施設を考える会
72. 子ども宅食推進議員連盟
73. 子どもの貧困対策推進議員連盟[1]
74. 子どもの体験活動による成長・子育て支援を推進する議員連盟
75. 子供の未来を考える議員連盟
76. ゴルフ振興議員連盟
77. こんにゃく対策議員懇談会
78. 国籍問題を検証する議員連盟
79. 戸籍法を考える議員連盟
80. 古民家再生議員連盟
81. 婚姻前の氏の通称使用拡大 周知を促進する議員連盟

## さ
1. サウナ振興を目指す議員連盟
2. 左官業振興議員連盟
3. 最新型原子力リプレース推進議員連盟
4. 再生可能エネルギー普及拡大議員連盟
5. 再チャレンジ支援議員連盟
6. 最低賃金一元化推進議員連盟
7. 佐渡金山の世界遺産登録を実現する議員連盟
8. 在日韓国人をはじめとする永住外国人住民の法的地位向上を推進する議員連盟
9. 裁判員制度推進議員連盟
10. サッカー外交推進議員連盟
11. シェルター議員連盟
12. 山陰新幹線を実現する国会議員の会
13. しいたけ等振興議員連盟
14. 死刑廃止を推進する議員連盟（解散）
15. 資産効果で国民を豊かにする議員連盟
16. 自主憲法研究会
17. 史跡保全議員連盟
18. 自然災害から国民を守る国会議員の会
19. 自然との共生を考える国会議員の会
20. 自然体験活動推進議員連盟
21. 時代に適した風営法を求める議員連盟
22. 自治会・町内会等を応援する会
23. 自転車活用推進議員連盟
24. 児童虐待から子どもを守る議員の会
25. 自動車整備議員連盟
26. 児童の養護と未来を考える議員連盟
27. 司法書士制度推進議員連盟
28. 司法のあり方を検証・提言する議員連盟
29. 自民党国際人材議員連盟
30. 自民党ゴルフ振興議員連盟
31. 自民党受動喫煙防止議員連盟
32. 自民党たばこ議員連盟
33. 自民党朝鮮半島問題小委員会
34. 自民党動物愛護管理推進議員連盟
35. 自民党土地家屋調査士制度改革推進議員連盟
36. 自民党遊技業振興議員連盟
37. 衆参両院を一院に統合し活力に満ちた国政を創る会
38. 衆参両院を統合し、一院制の新『国民議会』を創設する議員連盟
39. 自由で開かれたインド太平洋推進議員連盟
40. 重粒子線医療促進議員連盟
41. 酒販制度研究会
42. 障害者国際会議推進議員連盟
43. 障がい者政策推進議員連盟
44. 障がい者の自立のために所得向上をめざす議員連盟
45. 障がい・難病政策推進有志議員連盟
46. 浄化槽対策議員連盟
47. 小規模事業対策議員連盟
48. 将棋文化振興議員連盟
49. 少子化社会対策議員連盟
50. 商店街を蘇らせる行動政策研究会（通称・あきんど議連）
51. 消防議員連盟
52. 「昭和の日」推進議員連盟
53. 新型コロナウイルスからライブ・エンタテイメントを守る超党派議員の会
54. 鍼灸マッサージを考える国会議員の会
55. 人権外交を超党派で考える議員連盟
56. 新憲法制定議員同盟（通称：新しい憲法をつくる議員連盟、旧称：自主憲法期成議員同盟）
57. 人権擁護法案から人権を守る会
58. 人口減少時代を乗り切る戦略を考える議員連盟
59. 人口・食糧・環境に関する議員連盟
60. 新世紀の安全保障体制を確立する若手議員の会
61. 神道政治連盟国会議員懇談会
62. 新日本創造議員連盟
63. 真の人権擁護を考える懇談会
64. 森林体験学習・山村留学推進議員連盟
65. 森林林業林産業活性化推進議員連盟
66. 速やかな政策実現を求める有志議員の会
67. スピリチュアル議員連盟
68. スポーツ議員連盟
69. スポーツゴルフ確立のための議員連盟
70. 生活安心保障勉強会
71. 政治主導の会
72. 青嵐会
73. 税理士制度改革推進議員連盟
74. 世界の子どもたちのためにポリオ根絶を目指す議員連盟
75. 世界連邦日本国会委員会（公式サイト）
76. 設備設計議員連盟
77. 選挙制度の抜本改革を目指す議員連盟[2]
78. 全国山村振興連盟
79. 全国保育問題議員連盟
80. 戦後補償を考える議員連盟
81. せんたく議員連合
82. 臓器移植法改正推進議員連盟
83. 創生「日本」

## た
1. 対中政策に関する国会議員連盟
2. 正しいことを考え実行する会
3. 正しい日本を創る会
4. たばこ産業政策議員連盟
5. たばこと健康を考える議員連盟
6. 正しい歴史を伝える国会議員連盟
7. チアリーディング推進議員連盟
8. 地域の農林水産業振興促進議員連盟
9. 地下式原子力発電所政策推進議員連盟
10. 地球温暖化防止に向けた世論の喚起を図る超党派の議員連盟
11. 治山事業等促進議員連盟
12. 治水議員連盟
13. 知的障がい者の明日を考える議員連盟
14. 地ビール議員連盟
15. チベット問題を考える議員連盟
16. チャイルドライン支援議員連盟
17. デノミ推進議員懇談会
18. 退職公務員議員連盟
19. 大陸棚調査推進議員連盟
20. 地球規模問題に取組む国際議員連盟
21. 畜産振興議員連盟
22. 中古自動車議員連盟
23. 中国による人権侵害を究明し行動する議員連盟
24. 中国の抗日記念館から不当な写真の撤廃を求める国会議員の会
25. 中国研究会
26. 中小金融基本問題検討議員連盟
27. 超党派ゴルフ議員連盟
28. 超党派災害医療船舶利活用推進議員連盟
29. 超党派による新世紀安全保障議員の会
30. 超党派フリースクール等議員連盟
31. 鋳物産業振興議員連盟
32. 朝鮮通信使交流議員の会
33. 朝鮮半島問題研究会
34. 適切な医療を実現する医師国会議員連盟
35. デフレから脱却し景気回復を目指す議員連盟
36. 伝統と創造の会
37. 天皇陛下御即位二十年奉祝国会議員連盟
38. 電子式投開票システム研究会
39. 島嶼議員連盟
40. 闘牛文化振興推進議員連盟
41. 都市河川整備促進議員懇談会
42. 途上国貧困問題解決議員連盟
43. 図書議員連盟
44. 土地家屋調査士制度改革推進議員連盟
45. トラック輸送振興議員連盟

## な
1. 菜の花議員連盟
2. 二十一世紀の社会保障制度を考える議員連盟
3. 日ロ友好議員連盟
4. 日華議員懇談会
5. 日越友好議員連盟
6. 日台友好議員懇談会
7. 日韓議員連盟
8. 日韓海底トンネル推進議員連盟
9. 日韓からアジアの新機軸を考える会
10. 日傷援護議員協議会
11. 日中関係を発展させる議員の会
12. 日中交流協議機構
13. 日中国交回復30周年を成功、発展させる会
14. 日中21世紀の会
15. 日中友好議員連盟
16. 日中緑化推進議員連盟
17. 日朝国交正常化推進議員連盟
18. 日朝友好議員連盟
19. 日伯国会議員連盟
20. 日米欧総合安全保障議員協議会
21. 日米国会議員連盟
22. 日米地位協定の改定を勉強する議員連盟
23. 日本・EU友好議員連盟
24. 日本・アフリカ連合友好議員連盟
25. 日本・イスラエル友好議員連盟
26. 日本・ガーナ共和国議員連盟
27. 日本・カタール友好議員連盟
28. 日本・ガボン共和国議員連盟
29. 日本・カメルーン共和国議員連盟
30. 日本・カンボジア友好議員連盟
31. 日本・ギニア共和国議員連盟
32. 日本・ケニア共和国議員連盟
33. 日本・コソボ友好議員連盟
34. 日本・コンゴ民主共和国議員連盟
35. 日本・ザンビア共和国議員連盟
36. 日本・ジンバブエ共和国議員連盟
37. 日本・スイス友好議員連盟
38. 日本・スウェーデン議員連盟
39. 日本・台湾安保経済研究会
40. 日本・ナイジェリア連邦共和国議員連盟
41. 日本・ニュージーランド議員連盟
42. 日本・パラオ友好議員連盟
43. 日本・バングラデシュ議員連盟
44. 日本・フィンランド友好議員連盟
45. 日本・ブルキナファソ議員連盟
46. 日本・ブルネイ友好促進議員連盟
47. 日本・ブルンディ共和国議員連盟
48. 日本・ベラルーシ長期政策議員研究会
49. 日本・ボツワナ共和国議員連盟
50. 日本・モザンビーク共和国議員連盟
51. 日本・モーリタニア・イスラム共和国議員連盟
52. 日本・モルディブ友好議員連盟
53. 日本・ルワンダ共和国議員連盟
54. 日本・欧州評議会友好議員連盟
55. 日本・象牙海岸共和国議員連盟
56. 日本・独立国家共同体友好議員連盟
57. 日本アイスランド友好議員連盟
58. 日本アラブ友好議員連盟
59. 日本クルド友好議員連盟
60. 日本教職員組合問題究明議員連盟
61. 日本建設職人社会振興議員連盟
62. 日本スーダン友好議員連盟
63. 日本の印章制度・文化を守る議員連盟
64. 日本の死刑制度の今後を考える議員の会
65. 日本の前途と歴史教育を考える議員の会（日本の前途と歴史教育を考える若手議員の会）
66. 日本の尊厳と国益を護る会
67. 日本の未来を考える勉強会
68. 日本の領土を守るため行動する議員連盟
69. 日本パプアニューギニア議員連盟
70. 日本ポーランド友好議員連盟
71. 日本会議国会議員懇談会
72. 日本カイロプラクティック議員連盟
73. 日本人妻等自由往来促進議員連盟
74. 日本伝統文化活性化議員連盟
75. 日本を明るくする会
76. 日墺友好議員連盟
77. 入国管理体制を考える有志の会
78. 納税者申告を推進する議員連盟
79. 農産物等輸出促進研究会
80. 農林業有害鳥獣対策議員連盟
81. のぞみ

## は
1. 発達障害の支援を考える議員連盟
2. 母と子支援議員連盟
3. バレエ文化振興推進議員連盟
4. 半導体戦略推進議員連盟
5. 引きこもり対策議員連盟
6. 被爆者救済と核兵器廃絶を推進する議員連盟
7. 病院船建造推進超党派議員連盟
8. 複合カフェの法制化を推進する議員連盟
9. 武道議員連盟
10. フラワー産業議員連盟
11. フリースクール環境整備推進議員連盟
12. プレジャーボート利用適正化・推進議員連盟
13. 平和を願い真の国益を考え靖国神社参拝を支持する若手国会議員の会
14. 北京オリンピックを支援する議員の会
15. ペルー元大統領フジモリ氏に係る裁判の公正を求める議員連盟
16. 弁理士制度推進議員連盟
17. 文化芸術振興議員連盟（旧名：音楽議員連盟）
18. ボーイスカウト振興国会議員連盟
19. ホームエンタテイメント議員連盟
20. 保険制度改善推進議員連盟
21. 保守団結の会
22. 保守中道政策研究会
23. ポストコロナの経済政策を考える議員連盟（旧：アベノミクスを成功させる会）

## ま
1. 街の本屋さんを元気にして、日本の文化を守る議員連盟（旧・全国の書店経営者を支える議員連盟）
2. ママパパ議員連盟
3. マンガ・アニメ・ゲームに関する議員連盟
4. ミャンマーの民主化を支援する超党派の議員連盟
5. 民主党核軍縮促進議員連盟
6. 民主党娯楽産業健全育成研究会
7. 民主党新時代娯楽産業健全育成プロジェクトチーム
8. 民主党ツーリズム推進議員連盟
9. 民主党日韓議員交流委員会
10. 民主党ワイン産業振興議員連盟
11. 民進党建設職人の安全・地位向上推進議員連盟
12. みんなで靖国神社に参拝する国会議員の会
13. 無年金障害者問題を考える議員連盟
14. 明治の日を実現するための議員連盟
15. モータースポーツ振興議員連盟
16. 木造住宅等振興議員連盟
17. もくもく会
18. モラロジー議員連盟

## や
1. 野球振興議員連盟
2. 野菜振興議員連盟
3. 山の日制定議員連盟
4. 有機資源利用推進議員連盟
5. 有機農業推進議員連盟
6. 有床診療所の活性化を目指す議員連盟
7. 夢実現21世紀会議
8. 予防外交推進国会議員連盟
9. 与党・日朝関係と人権を考える会
10. 養鶏振興議員連盟
11. 窯業建材推進議員連盟

## ら
1. ラーの会
2. ラーメン文化振興議員連盟[3]
3. 落語を楽しみ、学ぶ国会議員の会[4]
4. ラグビーワールドカップ2019日本大会成功議員連盟
5. ラムサール条約登録湿地を増やす議員の会
6. 立憲フォーラム
7. 量子技術推進議員連盟（会長：林芳正）
8. 臨床検査技師制度改革議員連盟
9. 臨床工学技士を支援する議員連盟
10. 例外的に夫婦の別姓を実現させる会
11. 歴史教科書問題を考える会

## わ
1. ワイン愛好議員連盟
2. 和装振興議員連盟[5][6]
3. ワサビ振興議員連盟